# Sérgio Trindade
Sérgio Campos Trindade (Rio de Janeiro, 14 dicembre 1940 – New York, 18 marzo 2020) è stato un ingegnere brasiliano.

## Biografia
Impiegato nel settore dell'energia rinnovabile e consulente per l'economia sostenibile, Trindade si laureò presso l'Università Federale di Rio de Janeiro e svolse il dottorato presso il Massachusetts Institute of Technology. Nel 2017 faceva parte dell'International Campaign to Abolish Nuclear Weapons che ricevette il premio Nobel per la pace. 
È morto il 18 marzo 2020 a 79 anni a New York, dove abitava, per le complicazioni causate dal COVID-19.